# Hyadaphis bupleuri
Hyadaphis bupleuri är en insektsart. Hyadaphis bupleuri ingår i släktet Hyadaphis och familjen långrörsbladlöss. Inga underarter finns listade i Catalogue of Life.